# Here It Comes Again
"Here It Comes Again" é o primeiro single do álbum Reason de Melanie C, lançado em 24 de fevereiro de 2003.

## Faixas

### Single (Reino Unido)
1. "Here It Comes Again"
2. "Love To You"
3. "Like That""

### DVD (Reino Unido)
1. "Here It Comes Again" (vídeo)
2. "Love To You"
3. "Living Without You"
4. "Here It Comes Again" (bastidores da filmagem)

### Single (Canadá)
1. "Here It Comes Again"
2. "Love To You"

## Desempenho nas paradas musicais
| Parada musical (2003)     | Posição |
| ------------------------- | ------- |
| UK Single Chart           | 7       |
| Brazil Hot 100 Singles    | 15      |
| Canadian Singles Chart    | 33      |
| Spanish Singles Chart     | 16      |
| Italian Singles Chart     | 10      |
| German Singles Chart      | 59      |
| Austrian Singles Chart    | 49      |
| Australian Singles Chart  | 49      |
| Irish Singles Chart       | 19      |
| Swedish Singles Chart     | 36      |
| Swiss Singles Chart       | 61      |
| Russian Singles Chart     | 1       |
| Netherlands Singles Chart | 36      |
| Poland Singles Chart      | 12      |